# Gustavo Adrián López Pablo
Gustavo Adrián López Pablo   (Valentín Alsina, 13 d'abril de 1973) és un exfutbolista argentí. Jugava d'extrem esquerre i el seu primer equip va ser Independiente.

## Biografia
El director tècnic el va fer debutar a la Primera Divisió argentina l'1 de desembre de 1991 enfront del Boca Juniors (el partit va acabar 1-1). Va començar la seva carrera amb èxits rutilants i grans actuacions, però amb el pas del temps la grandiloqüència amb la qual era adorat va decaure fins que en 2003 va deixar de participar en la selecció argentina. Abans de partir per a Espanya, va guanyar quatre títols amb l'equip d'Avellaneda.
En el mercat de fitxatges d'hivern de la temporada 1995/1996 va recalar en el Reial Saragossa per a jugar en la lliga espanyola. L'equip aragonès va pagar per ell uns 420 milions de pessetes, pel que va esdevenir el fitxatge més car del club fins a aquell moment. El traspàs va estar a punt de truncar-se, ja que a Gustavo López se li va detectar "alt risc" de lesió en el genoll dret en el reconeixement mèdic. Finalment, l'operació es va realitzar a l'acceptar Independiente fer-se càrrec d'una pòlissa d'assegurança que cobrís qualsevol possible lesió irreversible.
Per a la temporada 1999/2000 va ser transferit al Celta de Vigo a canvi de 400 milions de pessetes. Amb l'equip gallec es va consagrar com futbolista de gran nivell a Europa, arribant a ser pretès per altres clubs més poderosos. Encara que fins al final de la temporada 2006/2007 va ser un jugador emblemàtic del Celta de Vigo, un dels capitans i el futbolista més volgut per l'afició, no va poder acabar la seua carrera al club gallec, com era el seu desig. Discrepàncies econòmiques amb la directiva van forçar la seua sortida i el 28 d'agost de 2007 va fitxar pel Cadis CF, de la lliga espanyola. Un any després, va deixar el club andalús, sense incorporar-se a cap altre equip.

## Selecció
Va debutar amb la selecció de futbol de l'Argentina contra Iugoslàvia (1-0) a finals de 1994. Va jugar un total de 35 partits amb l'albiceleste. A més a més, va disputar els Jocs Olímpics d'Atlanta 1996, la Copa Amèrica 1999 i el Mundial 2002.

## Títols
- 1994 Supercopa Sudamericana
- 1995 Primera Divisió (Argentina)
- 1995 Supercopa Sudamericana
- 1995 Recopa Sudamericana